# José Evangelista
José Evangelista   (València, 5 d'agost de 1943 - Montreal, 9 de gener de 2023) va ser un compositor i educador musical valencià que es va traslladar a viure a Mont-real, Canadà.
Membre de la Lliga Canadenca de Compositors, de la Sociedad General de Autores y Editores, i associat del Centre de Música Canadenc, Evangelista és conegut pel seu compromís amb la música clàssica contemporània i la música no occidental. El 1974 va ser guardonat amb el primer premi al "Concurso de Confederación Española de Cajas de Ahorros" a Madrid pel seu En guise de fête. El 1978 va ajudar a fundar Les Événements du neuf, una societat de concerts dedicada a la música d'avantguarda. El 1982 va ser guardonat amb el premi especial del Ministeri de Cultura espanyol per la seva obra Vision, i el 1988 va guanyar el primer premi al concurs d'obres corals de l'Església de Santa Maria Magdalena de Toronto per la seva O quam suavis est. Des de 1972, va ser professor a la facultat de música de la Universitat de Mont-real. Entre els seus notables estudiants hi havia la compositora Analia Llugdar.

## Vida
Nascut a València, Evangelista va iniciar la seva formació professional a la Universitat de València, on va estudiar informàtica durant set anys i es va llicenciar en aquesta matèria el 1967. Al mateix temps, va cursar cursos de música al Conservatori de València i va obtenir un premi principal en composició musical allà el 1967. El seu mestre més influent en aquesta escola va ser Vicente Asencio que va impartir les seves classes d'harmonia, composició i orquestració.
El 1969 Evangelista es va traslladar al Canadà i es va establir a la ciutat de Mont-real. Entre el 1970 i el 1997, fou deixeble d'André Prévost a la Universitat de Mont-real, on obtingué un Màster en composició. El 1974 va estudiar música contemporània al conservatori de Darmstadt durant un semestre, després va tornar a estudiar similars el 1984 quan va ser nomenat compositor en residència a la Darmstädter Ferienkurse. A la tardor de 1974 va ingressar al programa de música de postgrau a la Universitat McGill on va estudiar composició amb Bruce Mather i va obtenir el doctorat en Música el 1981.
Evangelista ha estat actiu al Canadà amb les "Traditions musicales du monde", una societat de concerts dedicada a la promoció de música no occidental que va ajudar a fundar. Va desenvolupar un interès per la música i la cultura del sud-est asiàtic i diverses de les seves composicions reflecteixen aquest interès. Per tal d'estudiar aquesta música, va viure a Indonèsia durant els estius de 1976 i 1980 i a Birmània l'estiu de 1986 on va estudiar el gamelan i el piano birmà javanès. Va ser creat compositor en residència a "Akademi Musik Indonèsia" a Yogyakarta el 1986.